# Valery Levaneŭski
Valery Stanislavavič Levaneŭski (in bielorusso Вале́ры Станісла́вавіч Леване́ўскі?; in russo Вале́рий Станисла́вович Левоне́вский?, Valerij StanislavovičLevonevskij;  in polacco Walery Lewoniewski; in inglese: Valeri Levanieǔski) (Hrodna, 15 agosto 1963) è un politico, imprenditore, ex prigioniero politico bielorusso.
È riconosciuto “prigioniero di coscienza” da Amnesty International .
Nato in una famiglia numerosa, faceva il dirigente della Сomunità sociale della regione di Hrodna per la difesa dei diritti dei contribuenti, consumatori e automobilisti, del Сentro di informazione e diritti di Hrodna, del Сentro della difesa dei diritti dei consumatori di Hrodna.
Da 1996 è capo del Comitato degli scioperi degli imprenditori della Repubblica Bielorussa. Era organizzatore delle azioni della protesta degli imprenditori di Bielorussia, perciò molte volte era arrestato, pagava le multe ed era proseguito dalla corte. È fondatore e editore principale del bollettino repubblicano “Imprenditore” .
Molte volte prese parte delle elezioni come candidato ai deputati delle autorità regionali e repubblicane. In tutti i casi la registrazione è stata negata per motivi politici.
In 2001 era candidato per le elezioni del Presidente della Repubblica Bielorussa .
Dal 2004 al 2006 fu imprigionato con il sequestro dei beni secondo l'articolo 368, parte 2 del Codice Penale della Repubblica Bielorussa (l'offesa del presidente della Repubblica Bielorussa).